# Kalanchoideae
Kalanchoideae (A.Berger, 1930), nota anche come Kalanchoöideae, è una delle tre sottofamiglie in cui è suddivisa la famiglia delle Crassulaceae, originaria principalmente del Madagascar ed Africa meridionale.
Specie di ogni genere di Kalanchoideae vengono coltivate ovunque come piante ornamentali.

## Etimologia
Il nome Kalanchoideae deriva dal tipo nomenclaturale qui incluso, ovvero il genere Kalanchoe. Questo nome a sua volta risulta essere una latinizzazione del Cantonese gaa laam coi, ovvere "pianta del tempio". Denominazione registrata per la prima volta dal Georg Joseph Kamel, missionario gesuita e botanico nelle Filippine durante il XVI secolo.

## Descrizione
Le specie appartenenti a questo taxon hanno fusti in genere legnosi e delle foglie, oltre che sessili come in tutte le Crassulaceae, con dei margini dentati.
Le infiorescenze, frequentemente a spiga, presentano dei fiori tetrameri (ovvero con 4 sepali, 4 petali, 8 stami e 4 carpelli), anche se, più di rado, possono essere pentameri o esameri. I petali, fusi tra loro per quasi l'intera lunghezza, danno alla corolla una caratteristica forma tubolare.

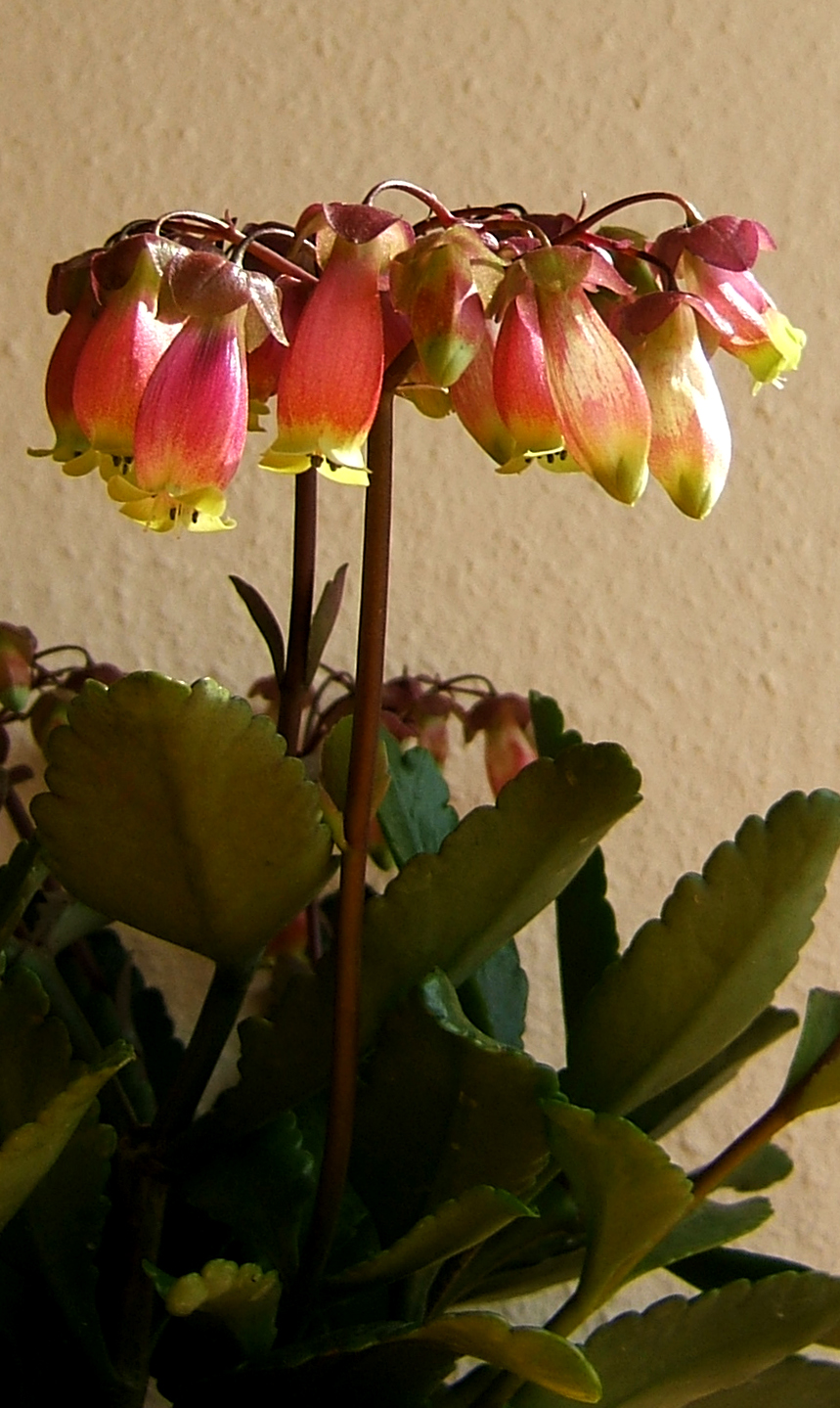
Fiori di K. miniata

## Distribuzione e habitat
Il principale centro di differenziazione per Kalanchoideae è il Madagascar, dove si concentra la maggior parte delle specie di Kalanchoe. Si hanno inoltre numerosi endemismi in Namibia e Sudafrica, dove sono invece confinati i generi Tylecodon e Adromischus.
L'areale totale di questo taxon si estende però fino a Corno d'Africa e penisola arabica, con alcune specie di Cotyledon, e al sud-est asiatico, data la presenza in quest'area di alcune specie di Kalanchoe.

## Tassonomia
All'interno di Kalanchoideae sono incluse un totale di circa 250 specie ripartite, con l'ormai assodata inclusione di Bryophyllum e Kitchingia all'interno di Kalanchoe, fra i 4 seguenti generi:
- Adromischus Lem.
- Cotyledon L.
- Kalanchoe Adans.
- Tylecodon Toelken

Oltre la metà delle specie sono concetrate all'interno di Kalanchoe, che ne conta 155, mentre in ordine di ampiezza vi sono poi Tylecodon (49), Adromischus (29) ed infine Cotyledon (16).

## Galleria d'immagini

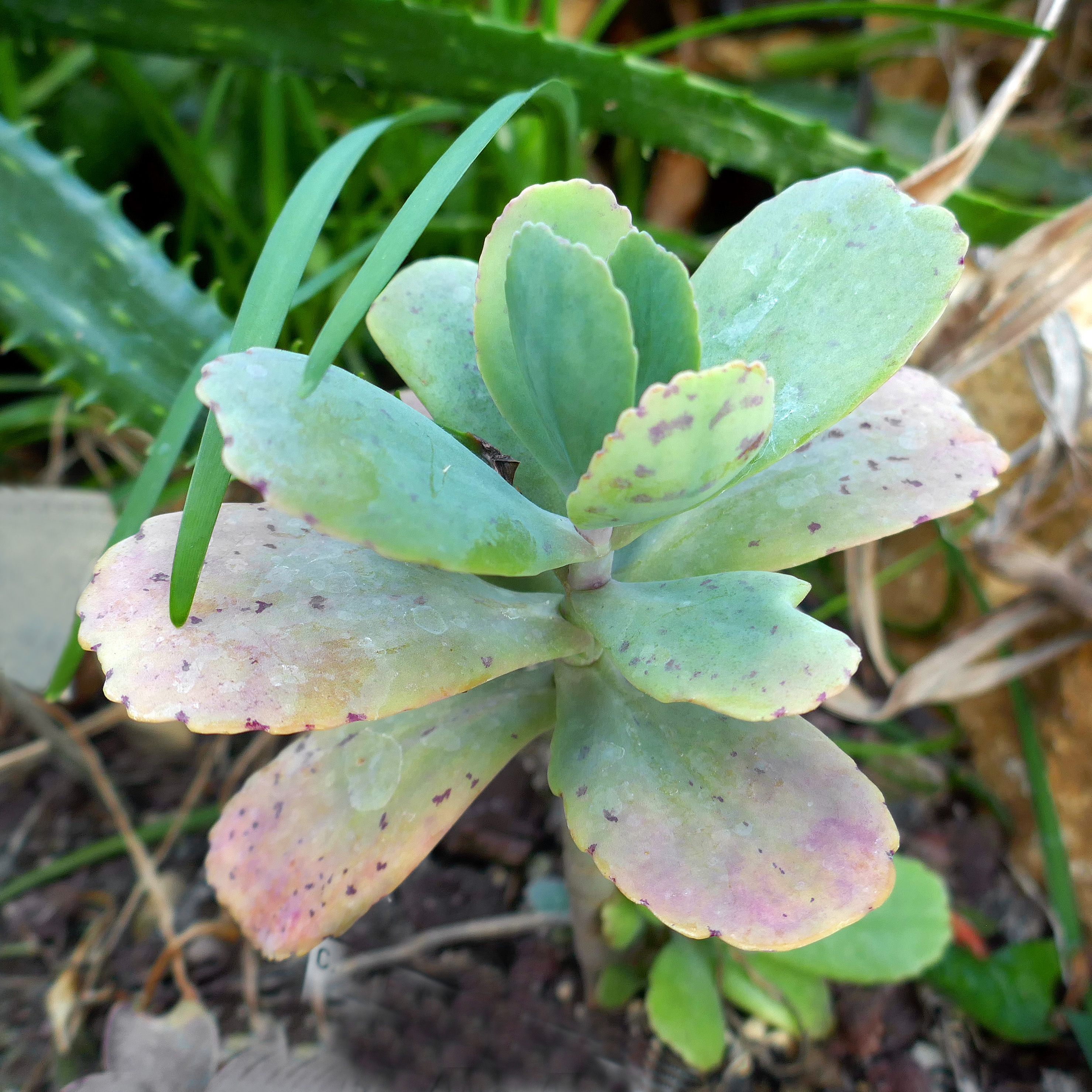
Kalanchoe marmorata.
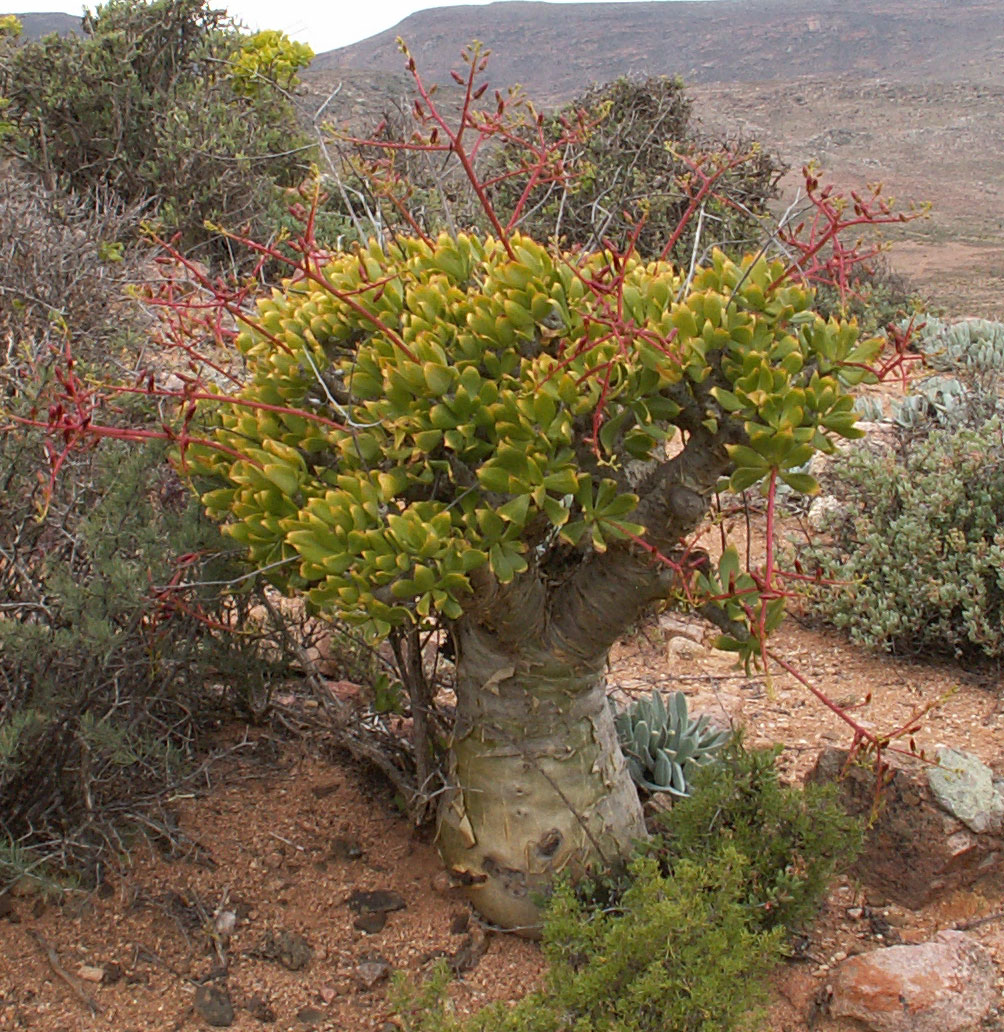
Tylecodon paniculatus.
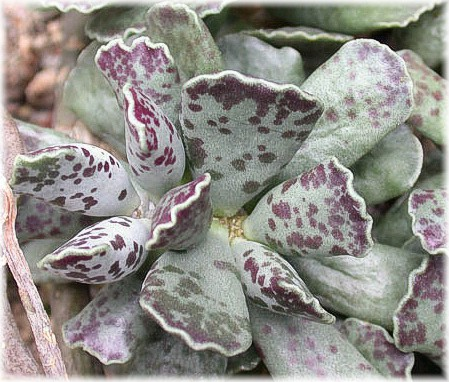
Adromischus cooperii.
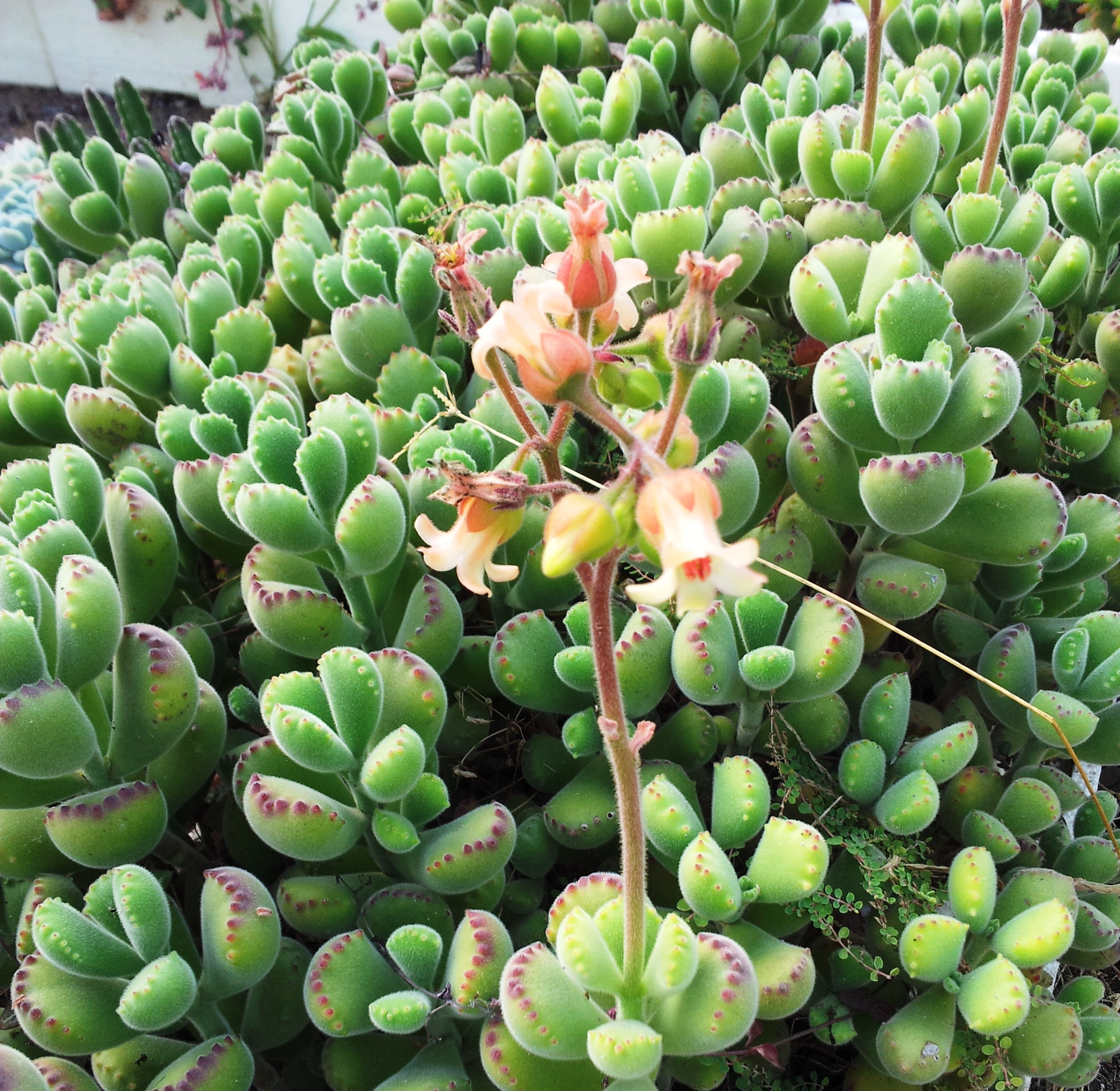
Cotyledon tomentosa.